# Dalbulus guzmani
Dalbulus guzmani är en insektsart som beskrevs av Delong och Nault. Dalbulus guzmani ingår i släktet Dalbulus och familjen dvärgstritar. Inga underarter finns listade i Catalogue of Life.